# روبرت بروكس (لاعب كرة قدم أمريكية)
روبرت بروكس (بالإنجليزية: Robert Brooks)‏ هو لاعب كرة قدم أمريكية أمريكي، ولد في 23 يونيو 1970 في غرينوود في الولايات المتحدة.

## وصلات خارجية
- روبرت بروكس على موقع مرجع كرة القدم المحترفة.كوم (الإنجليزية)
- روبرت بروكس على موقع IMDb (الإنجليزية)
- روبرت بروكس على موقع ميوزك برينز (الإنجليزية)
- روبرت بروكس على موقع كينوبويسك (الروسية)